# Literární cena Svenska Dagbladet
Literární cena Svenska Dagbladet (švédsky Svenska Dagbladets litteraturpris) je literární cena každoročně udílená deníkem Svenska Dagbladet a honorovaná 25 000 švédskými korunami. Cena byla poprvé udělena v roce 1944 při příležitosti tehdejších oslav šedesátiletého jubilea založení novin.

## Laureáti
- 1944 Harry Martinson, Lars Ahlin, Elly Jannes, Ole Torvalds
- 1945 Sivar Arnér, Björn-Erik Höijer, Arne Nyman, Marianne Alopaeus, Nils Åke Malmström, Astrid Lindgren, Anna Lisa Lundkvist
- 1946 Stig Dagerman, Tage Aurell, Bengt Anderberg
- 1947 Erik Lindegren, Otto Karl-Oskarsson, Solveig von Schoultz, Hans Bergrahm
- 1948 Stina Aronson, Vilgot Sjöman, Ragnar Bengtsson, Bengt V. Wall, Åke Holmberg
- 1949 Werner Aspenström, Folke Dahlberg, Lars Göransson, Owe Husáhr
- 1950 Gustaf Rune Eriks, Tore Zetterholm, Hanserik Hjertén, Britt G Hallqvist
- 1951 Willy Kyrklund, Staffan Larsson, Per Anders Fogelström, Viveca Hollmerus
- 1952 Ulla Isaksson, Bertil Schütt, Ragnar Thoursie, Sandro Key-Åberg, Tove Jansson
- 1953 Sara Lidman, Oscar Parland
- 1954 Lise Drougge, Birger Vikström, Folke Isaksson
- 1955 Elsa Grave, Hans Peterson
- 1956 Walter Ljungquist
- 1957 Birgitta Trotzig, Erland Josephson
- 1958 Lars Gyllensten, Åke Wassing
- 1959 Bengt Söderbergh, Kurt Salomonson
- 1960 Lars Gustafsson
- 1961 Bo Carpelan
- 1962 Gunnar E Sandgren
- 1963 Per Olof Sundman
- 1964 Peder Sjögren
- 1965 Per Wahlöö
- 1966 Per Olov Enquist
- 1967 Sven Lindqvist
- 1968 Stig Claesson
- 1969 Per Gunnar Evander
- 1970 Sven Delblanc
- 1971 Gösta Friberg
- 1972 Rita Tornborg
- 1973 P C Jersild
- 1974 Hans O. Granlid
- 1975 Kjell Espmark
- 1976 Göran Tunström
- 1977 Gerda Antti
- 1978 Tobias Berggren
- 1979 Göran Sonnevi
- 1980 Anna Westberg
- 1981 Heidi von Born
- 1982 Lars Andersson
- 1983 Peeter Puide
- 1984 Sun Axelsson
- 1985 Peter Nilson
- 1986 Christer Eriksson
- 1987 Ernst Brunner
- 1988 Konny Isgren
- 1989 Kristina Lugn
- 1990 Urban Andersson
- 1991 Inger Edelfeldtová
- 1992 Sigrid Combüchen
- 1993 Agneta Pleijel
- 1994 Eva Runefelt
- 1995 Gunnar Harding
- 1996 Peter Kihlgård
- 1997 Carola Hansson
- 1998 Ellen Mattson
- 1999 Per Odensten
- 2000 Anne-Marie Berglund
- 2001 Maja Lundgren
- 2002 Stewe Claeson
- 2003 Christine Falkenland
- 2004 Birgitta Lillpers
- 2005 Jesper Svenbro
- 2006 Lars Jakobson
- 2007 Arne Johnsson
- 2008 Li Li
- 2009 Johanna Holmström (Camera Obscura)
- 2010 Peter Törnqvist (Kioskvridning 140 grader)
- 2011 Mara Lee (Salome)
- 2012 Johannes Anyuru (En storm kom från paradiset)